# حقوق الحيوان والهولوكوست
أجرى عدد من الكتاب، بمن فيهم اليهودي الحائز على جائزة نوبل إيزاك باشفيس زينغر، وجماعات حقوق الحيوان مقارنة بين معاملة الحيوانات والهولوكوست.  بدأت المقارنة مباشرة بعد نهاية الحرب العالمية الثانية، عندما وصف الكتّاب اليهود عدم مقاومة ضحايا الهولوكوست اليهود الأوروبيين، الذين قُتلوا وكأنهم «خراف للذبح». يُنظر إلى المقارنة على أنها مثيرة للجدل، وتعرضت لانتقادات من قبل المنظمات التي تناضل ضد معاداة السامية، بما في ذلك رابطة مكافحة التشهير (إيه دي إل) ومتحف ذكرى الهولوكوست بالولايات المتحدة.
تصف واحدة من الشخصيات في إحدى قصص زينغر معاملة البشر للحيوانات بأنها «تريبلينكا (معسكر إبادة تم بناؤه وتشغيله من قبل ألمانيا النازية في بولندا المحتلة خلال الحرب العالمية الثانية) أبدية». وعلى نحو مماثل، قارنت الشخصية المسماة في عمل جي إم كوتزي إليزابيث كوستيلو معاملة النازيين لليهود بالأساليب التي تستخدمها صناعة اللحوم للرعي وذبح الماشية.

## المقارنات
أجرى المؤلف اليهودي إيزاك باشفيس زينغر، الحائز على جائزة نوبل في الأدب عام 1978، المقارنة في عدد من القصص التي قدمها، بما في ذلك الأعداء، وقصة الحب، والتائب، وكاتب الرسائل. في الأخير يقول بطل الرواية، «بالنسبة [للحيوانات]، كل الناس نازيون. فالأمر للحيوانات، مجرد «تريبلينكا أبدية». في التائب يقول بطل الرواية «عندما يتعلق الأمر بالحيوانات، كل رجل نازي».
كتب إدغار كوبفر كوبرويتز، وهو من دعاة السلام، ومعارض للخدمة العسكرية، وضحية من ضحايا الهولوكوست الذي أُرسل إلى معسكر اعتقال داخاو «لكونه شخصية قوية في التفكير المستقل»، في «مذكرات داخاو» الخاصة به (المحفوظة في مكتبة جامعة شيكاغو) «عانيت كثيرًا لدرجة أنني أستطيع الشعور بمعاناة مخلوقات أخرى بسبب ما عشته». كتب كذلك: «أعتقد أنه طالما الإنسان يعذب الحيوانات ويقتلها، فإنه سيعذب ويقتل البشر أيضًا، وستشن الحروب، وذلك لأن القتل يُمارس ويُتعلم ضمن نطاق صغير».
كما أجرت الكاتبة البلجيكية مارغريت يورسينار المقارنة.  كتبت أنه إذا لم نقبل النقل غير الإنساني للحيوانات إلى المسالخ، لما قبلنا بنقل البشر إلى معسكرات الاعتقال. في مقال آخر، ذكرت الصلة نفسها، وكتبت أن كل فعل من أفعال القسوة يعاني منها آلاف الكائنات الحية هو جريمة ضد الإنسانية.
جي إم كوتزي الحائز على جائزة نوبل في الأدب عام 2003، استند على صورة المسلخ في وصف معاملة النازيين لليهود: «في القرن العشرين، تبنت مجموعة من الرجال ذوي السلطة والفكر الدموي في ألمانيا فكرة تكييف الأساليب الصناعية لرعاية الماشية، كما هي رائدة ومتقنة في شيكاغو، من خلال ارتكاب المجازر – أو ما يفضلون تسميته معالجة – بحق البشر.»
أسردت إيه دي إل عددًا من مجموعات حقوق الحيوان التي أجرت المقارنة. قدمت مجلة نو كومبروميس  جبهة تحرير الحيوان بالكلمات التالية: «إذا كنا معتدين، كذلك كان الجنود الذين حطموا أبواب معسكرات موت هتلر. إذا كنا لصوصًا، كذلك كان أعضاء السكة الحديد تحت الأرض الذين حرروا العبيد في الجنوب. وإذا كنا مخربين، كذلك كان أولئك الذين دمروا إلى الأبد غرف الغاز في بوخنفالد وأوشفيتز».
في عام 2001، تضمن موقع مين دوت أرغ قسم «هولوكوست الحيوانات» الذي يحتوي على صور للحيوانات مع تعليقات مثل «ضحية الهولوكوست»، بحجة أنه «من السهل رؤية التشابه بين التدمير المنهجي وذبح النازيين لأكثر من ستة ملايين يهودي قبل وخلال الحرب العالمية الثانية وأكثر من 20 مليون حيوان يُعدم كل يوم في أمريكا وحدها. نُقل العديد من يهود الهولوكوست إلى معسكرات الاعتقال في سيارات الماشية لملاقاة موتهم. تشبه معسكرات الاعتقال إلى حد كبير المسالخ الشائعة اليوم».
يناقش التمسك في حملة الرأفة (سي سي سي)، وهي مشروع لشبكة حقوق الحيوان الشمالية الغربية في سياتل، واشنطن، إن «الهولوكوست تمثل أكثر بكثير من الحدث الواحد. فهي تمثل مكانًا وزمانًا كان فيه التفكير المتطرف جزءًا لا يتجزأ من ثقافة أنهم كانوا عميان أو غير مبالين بالشر الموجود في عالمهم اليومي. هذا النوع من التفكير لا يقتصر على ذلك الزمان والمكان فقط. النقطة العمياء الكبرى في بلدنا والحضارة الغربية لهذه المسألة هي سوء معاملة الحيوانات وتجاهلها».
صرح أليكس جيركشافت، أحد الناجين اليهود من الهولوكوست، «كانت تجربتي المباشرة مع تربية الحيوانات مفيدة [في أن أصبح ناشطًا نباتيًا في مجال حقوق الحيوان]. لاحظت أوجه التشابه العديدة بين الطريقة التي عاملنا بها النازيون وكيف نتعامل مع الحيوانات، وخاصة تلك رُبيت من أجل الطعام. من بينها استخدام عربات الماشية للنقل وصناديق الخشب البدائية للإسكان، والمعاملة القاسية والخداع بشأن الذبح الوشيك، وكفاءة التجهيز والانفصال العاطفي للجناة».
الناشط اليهودي في مجال حقوق الحيوان غاري يوروفسكي استخدم أيضًا المصطلح وقارن المزارع الصناعية بمعسكرات الاعتقال. وصرح، «تلقى اليهود معاملة مذلة كما لو أن حياتهم رخيصة، بينما لا تزال الحيوانات تتلقى المعاملة ذاتها. يمكنك أيضًا مقارنة الهولوكوست الأولى والثانية بهذه الطريقة. اذهب إلى أقرب مسلخ للبقر أو الخنازير واستبدل الحيوانات بالبشر. بهذا الطريقة الآن أعدنا إنشاء بيركيناو.»